# تپه زرین
تپه زرین مربوط به آغاز نگارش - دوره اشکانیان - دوره ساسانیان - دوره صفوی است و در شهرستان ازنا، بخش جاپلق، دهستان جاپلق شرقی، ۲/۵ کیلومتری شمال غربی روستای فرزیان واقع شده و این اثر در تاریخ ۲۲ آبان ۱۳۸۶ با شمارهٔ ثبت ۲۰۰۶۳ به‌عنوان یکی از آثار ملی ایران به ثبت رسیده است.